# Revolta de Ibicaba

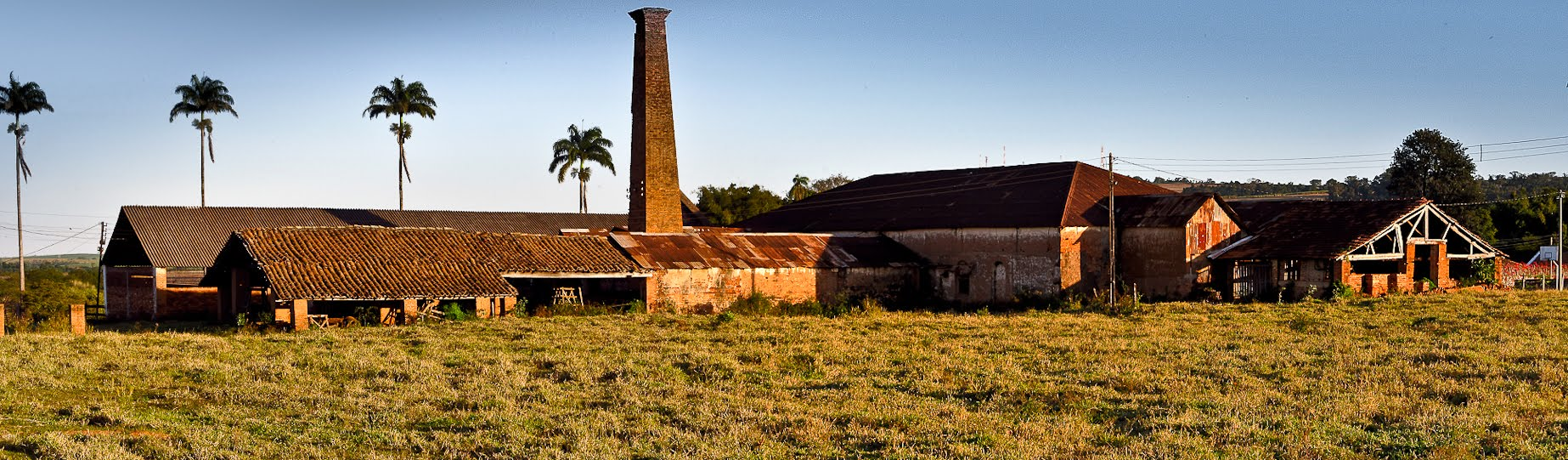
A fazenda Ibicaba, palco da revolta

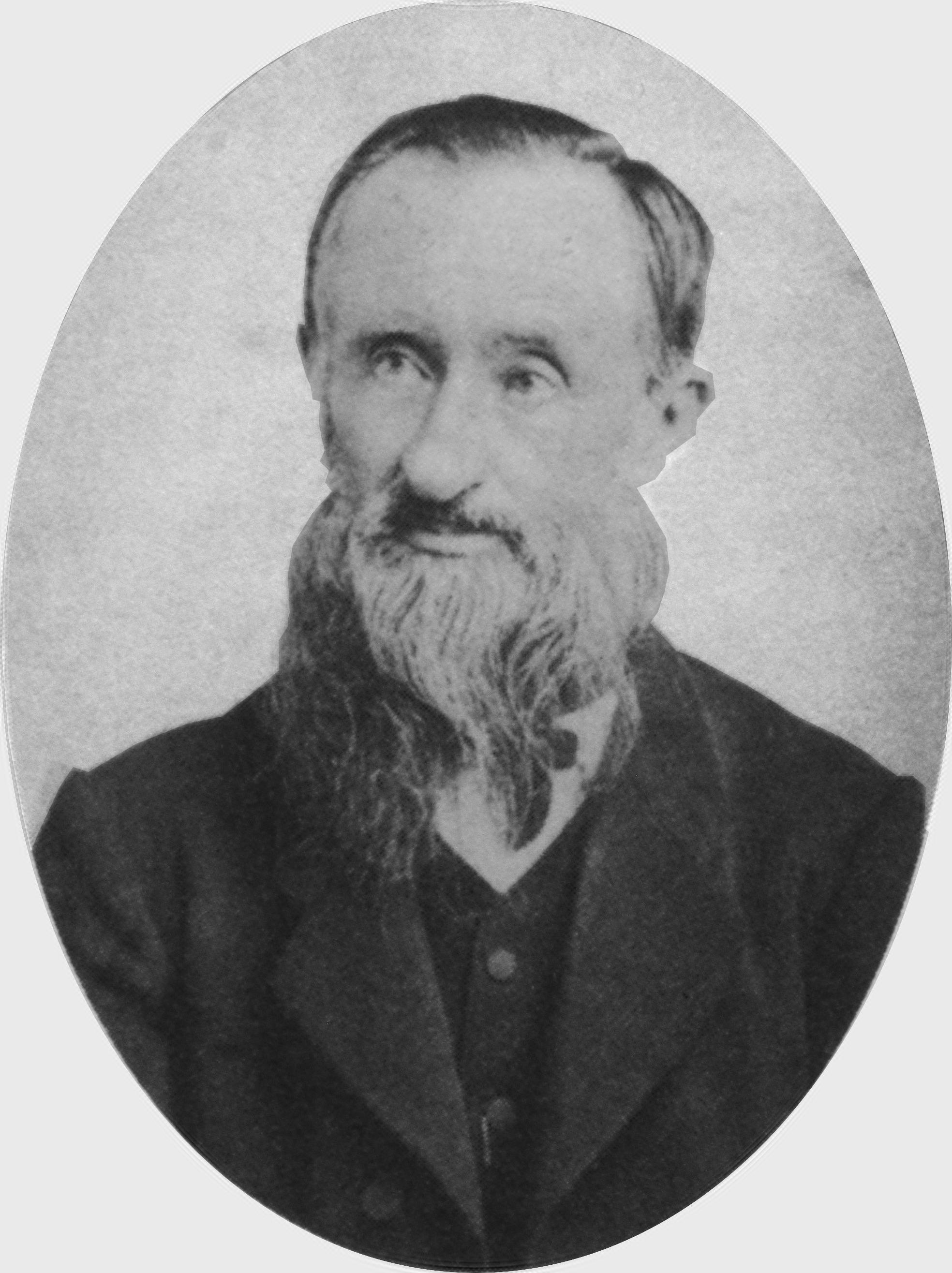
Thomas Davatz, por volta de 1880. Para ele, "[os colonos] não passam de pobres coitados miseravelmente espoliados, de perfeitos escravos, nem mais nem menos".

A Revolta de Ibicaba, também chamada Revolta dos Parceiros ou Revolta dos Imigrantes, foi a rebelião dos trabalhadores estrangeiros da Fazenda Ibicaba, em Limeira, em 24 de dezembro de 1856, contra a exploração do trabalho pelos senhores brasileiros, que haviam optado pelo sistema de parcerias em substituição à escravidão.
No século XIX, a mão-de-obra escrava vivia um processo de restrição, notadamente após a aprovação da Bill Aberdeen, uma lei inglesa que proibia o transporte marítimo de escravos traficados, e cuja sanção era a apreensão dos navios que o fizessem. No Brasil, após um período de relutância, essa tendência se refletiu, e se faziam necessárias novas medidas para garantir a produção nos engenhos.
O trabalhador livre, de preferência europeu, portanto, tornou-se um atrativo para os fazendeiros brasileiros. Entre 1847 e 1857, o senador Nicolau Vergueiro trouxe cerca de 180 famílias, das mais diversas regiões europeias, para que trabalhassem como lavradores nas fazendas brasileiras. O contrato era preparado pelo próprio Vergueiro, estabelecendo a posse da produção e outras providências, em sua maioria de caráter exploratório.
Já adaptados à exploração do trabalho escravo, os senhores de engenho brasileiros reproduziam o comportamento autoritário com o trabalhador, tentando lhes extrair o máximo, em uma situação que lembrava o trabalho escravo. Além disso, o próprio traslado do trabalhador era cobrado rigidamente, já que sua família era responsável pelos custos, acrescidos de juros, o que lhes obrigava a trabalhar por muitos anos para quitar a dívida. O fazendeiro que os contratava ainda lhes vendia o alimento, o que fazia com que eles se tornassem presos a um sistema que criava cada vez mais dívidas com o cafeicultor que os contratara. 
Diante disso, os imigrantes da principal propriedade do senador Vergueiro, a Fazenda Ibicaba, se revoltaram, sob a orientação de Thomas Davatz, um líder religioso suíço, que fez crescer naqueles trabalhadores a ambição de se tornarem pequenos ou médios proprietários, como imaginavam ser quando deixaram a Europa. A revolta ganharia grande repercussão, forçando o Império do Brasil a rever as relações trabalhistas. Mudanças individuais, como a qualidade de vida direta daqueles imigrantes ou o direito a uma propriedade, entretanto, não ocorreram. Coletivamente, a revolta atuou para uma grande mobilização a fim de regularizar o trabalho nos engenhos. 
Internacionalmente, a revolta também repercutiu. A Prússia proibiu a emigração de trabalhadores para o Brasil, a Suíça mandou um inspetor daquele país para analisar a real situação dos imigrantes, que retornou à Europa com a saúde frágil. O líder da revolta, Davatz, tentou publicar o relato sobre a revolta em seu ensaio "O tratamento dos colonos na Província de São Paulo no Brasil e seu levante contra os seus opressores". No Brasil, o livro foi publicado em 1951, sob o título "Memórias de um colono no Brasil", de tradução de Sérgio Buarque de Holanda. Antes, em 1933, Mário de Andrade havia selecionado o relato como uma das vinte obras fundamentais sobre o Brasil, por se tratar do "primeiro livro especificamente de luta de classes e reivindicações proletárias no Brasil".